# Lipovenii din Republica Moldova
Lipovenii formează una dintre cele mai rare minorități din Republica Moldova. Lipovenii sunt ruși ortodocși de rit vechi, care mai sunt numiți și cațapi sau staroveri. Ei au ajuns pe meleagurile Moldovei după schisma din biserica ortodoxă, din secolul 17. În Republica Moldova locuiesc aproape 22 de mii de lipoveni, în special, în raioanele de nord.